# الدوري الأوكراني لكرة السلة للسيدات
الدوري الأوكراني لكرة السلة للسيدات (بالأوكرانية: Жіноча українська професійна баскетбольна ліга) هو دوري كرة سلة للسيدات في أوكرانيا تأسس في سنة 1992 تلعب فيه 10 فرق.

## وصلات خارجية
- الموقع الرسمي